# 犬と猫どっちも飼ってると毎日たのしい
『犬と猫どっちも飼ってると毎日たのしい』（いぬとねこどっちもかってるとまいにちたのしい）は、松本ひで吉による日本の漫画作品。『Palcy』（講談社・pixiv）にて連載中。2024年11月時点のコミックスの累計発行部数は120万部を突破している。

## 沿革
松本が2017年2月5日から自身のTwitterにて投稿した、犬と猫を飼う松本の日常生活が描かれたエッセイ漫画。投稿後に累計300万のリツイートおよび1000万の「いいね」を達成し話題となる。作中の犬と猫の名前は非公表だが、その理由は「みなさまのワンコやニャンコに置き換えて楽しめるように、あえて個性のない一般名詞」にしたという。
2017年9月13日発売の、松本の漫画『ねこ色保健室』1巻のおまけ漫画に登場している。
2018年3月15日の『Palcy』プレリリースに合わせ、同アプリ内でも連載を開始。
2020年にはショートアニメ化が行われた。
2022年5月3日、作者が『犬くん』として親しまれていた愛犬が旅立ったことを明かした。
2023年2月20日には『猫さま』の訃報も公表された。

## 登場人物
声の項はテレビアニメ版の声優。
松本 ひで吉
声  - 金澤まい
本作の作者。動物が大好きな漫画家。
犬くん
声 - 花澤香菜
いつも明るい犬。猫が好き。嫌なことがあってもすぐに忘れてしまう。無邪気な言動で周囲を幸せにする。
猫さま
声 - 杉田智和、大橋彩香（小さいころ）
強面でクールな猫。マイペースな性格で格好をつけるが、根は臆病で可愛いらしい一面がある。

## 書誌情報
- 松本ひで吉『犬と猫どっちも飼ってると毎日たのしい』 講談社〈ワイドKC〉、既刊8巻（2024年11月13日現在）
  1. 2018年6月13日発売[11]、ISBN 978-4-06-511775-0
  2. 2018年10月12日発売[12]、ISBN 978-4-06-513621-8
    - ふせんブック付き特装版、同日発売[13]、ISBN 978-4-06-513622-5

  3. 2019年5月13日発売[14]、ISBN 978-4-06-515757-2
    - 犬猫くつしたセット付き限定版、同日発売、[15]、ISBN 978-4-06-515758-9

  4. 2019年12月13日発売[16]、ISBN 978-4-06-518213-0
    - しあわせの黄色いがまぐち付き限定版、同日発売[17]、ISBN 978-4-06-518181-2

  5. 2020年9月11日発売[18]、ISBN 978-4-06-520772-7
    - うごくボールペン付き限定版、同日発売[19]、ISBN 978-4-06-520782-6

  6. 2021年4月13日発売[20]、ISBN 978-4-06-522999-6
    - DVD付き限定版、同日発売[21]、ISBN 978-4-06-521477-0

  7. 2021年10月13日発売[22]、ISBN 978-4-06-525104-1
    - 包んで飾ってあらかわいい！ 犬猫どんとこいBIG風呂敷付き限定版、同日発売[23]、ISBN 978-4-06-525103-4

  8. 2024年11月13日発売[2]、ISBN 978-4-06-537575-4
    - なにかとべんりなミニトートバッグ付き限定版、同日発売[24]、ISBN 978-4-06-537574-7
- 講談社（編集）、松本ひで吉（漫画）、今泉忠明（監修）、高木香織（構成）、Palcy編集部（協力）『犬と猫どっちも飼ってると毎日たのしい事典』 講談社、2019年12月12日発売[25]、ISBN 978-4-06-517787-7

## テレビアニメ
2020年10月3日から2021年3月27日まで毎日放送・TBS系列の土曜未明（金曜深夜）枠『スーパーアニメイズム』枠"おしり"にて放送された。
アニメ全24話を収録したDVDが、原作コミックス6巻の特装版に付属する。

### スタッフ
- 原作 - 松本ひで吉[4]
- 監督・脚本・シリーズ構成・アニメーションプロデューサー - 岸誠二[4]
- 全話演出 - 田中貴大
- キャラクターデザイン - 森田和明[4]
- 美術監督 - 宮越歩[4]
- 色彩設計 - 伊東さき子[4]
- 撮影監督 - 宋賢大[4]
- 編集 - 高橋歩[4]
- 音響監督 - 飯田里樹[4]
- 音楽 - TAKAROT
- 音楽制作 - バンダイナムコアーツ / ランティス
- 音楽プロデューサー - 大久保隆一
- チーフプロデューサー - 近藤文吾、古川慎、土屋慎一
- プロデューサー - 山本貴、辰澤奈津子、前田俊博、本多祐、谷本千明、山口尚利
- アニメーション制作 - チーム・ティルドーン[4]
- 製作 - 犬と猫製作委員会

### 主題歌
大橋彩香の楽曲が使用される。
「にゃんだーわんだーデイズ」
第1クール主題歌。作詞はmitsuyuki miyake、編曲はTAKAROT、作曲は両名の共作。
「Lovely Days」
第2クール主題歌。作詞・作曲はyouth case、編曲はTAKAROT。

### 各話リスト
| 話数   | サブタイトル   | 絵コンテ | 初放送日       |
| ------ | -------------- | -------- | -------------- |
| 第1話  | 毎日たのしい   | 岸誠二   | 2020年 10月3日 |
| 第2話  | どっちも優しい | 田中貴大 | 10月10日       |
| 第3話  | タクシーで     | 岸誠二   | 10月17日       |
| 第4話  | こどものころ   | 田中貴大 | 10月24日       |
| 第5話  | 今日は出るかな | 田中貴大 | 10月31日       |
| 第6話  | びょういん     | 田中貴大 | 11月7日        |
| 第7話  | 前の犬         | 岸誠二   | 11月14日       |
| 第8話  | うたっておどる | 田中貴大 | 11月21日       |
| 第9話  | 耳は正直       | 田中貴大 | 11月28日       |
| 第10話 | あそび         | 田中貴大 | 12月5日        |
| 第11話 | 先先代の犬     | 岸誠二   | 12月12日       |
| 第12話 | その意味は     | 田中貴大 | 12月19日       |
| 第13話 | ボランティア   | 田中貴大 | 12月26日       |
| 第14話 | ただいま       | 田中貴大 | 2021年 1月16日 |
| 第15話 | おたんじょうび | 岸誠二   | 1月23日        |
| 第16話 | 友人のはなし   | 田中貴大 | 1月30日        |
| 第17話 | 獣医さん       | 田中貴大 | 2月6日         |
| 第18話 | しらないみち   | 田中貴大 | 2月13日        |
| 第19話 | おくすり       | 田中貴大 | 2月20日        |
| 第20話 | お母さん       | 田中貴大 | 2月27日        |
| 第21話 | ブラッシング   | 田中貴大 | 3月6日         |
| 第22話 | ほね           | 田中貴大 | 3月13日        |
| 第23話 | 油断ならない   | 田中貴大 | 3月20日        |
| 第24話 | 犬と猫         | 田中貴大 | 3月27日        |

### 放送局
| 放送期間                      | 放送時間                     | 放送局                                          | 対象地域 | 備考                                                                                               |
| ----------------------------- | ---------------------------- | ----------------------------------------------- | -------- | -------------------------------------------------------------------------------------------------- |
| 2020年10月3日 - 2021年3月27日 | 土曜 1:50 - 1:55（金曜深夜） | 毎日放送（製作参加）をはじめとするTBS系列全28局 | 日本国内 | 字幕放送 / 『スーパーアニメイズム』枠"おしり" TBS、RSKでは『まるっと！サタデー』内でリピート放送。 |
|                               | 土曜 10:58 - 11:00           | BS-TBS                                          | 日本全域 | BS/BS4K放送                                                                                        |

| 毎日放送・TBS系列 スーパーアニメイズム"おしり" | 毎日放送・TBS系列 スーパーアニメイズム"おしり" | 毎日放送・TBS系列 スーパーアニメイズム"おしり" |
| 前番組                                         | 番組名                                         | 次番組                                         |
| ---------------------------------------------- | ---------------------------------------------- | ---------------------------------------------- |
| GETUP! GETLIVE! ＃げらげら                     | 犬と猫どっちも飼ってると毎日たのしい           | 結城友奈は勇者である ちゅるっと！              |